# Yvette Baker
Yvette Baker, född Hague 1968, är en brittisk orienterare som blev världsmästarinna på medeldistans 1999. Hon har dessutom två VM-silver, ett VM-brons, ett EM-brons och ett NM-brons.